# 가는장대족
가는장대족(--長-族, 학명: Dontostemoneae 돈토스테모네아이[*])은 배추과의 족이다.

## 하위 분류
- 가는장대속(Dontostemon Andrz. ex C.A.Mey.)
- 큰장대속(Clausia Korn.-Trotzky)